# Heinrich von Löwen
Hendrik van den Calster, besser bekannt als Heinrich von Löwen,  (* Löwen; † 18. Oktober) war ein Ende des 13. Jahrhunderts nachweisbarer Dominikaner, der mystische Marienerscheinungen hatte und als Seelsorger für Beginen wirkte.

## Leben
Heinrich wurde vermutlich um die Mitte des dreizehnten Jahrhunderts wohl als Sohn des Schöffen Willem van den Calster geboren. Er hatte wenigstens zwei Brüder, den Laien Petrus und Johannes, der ebenfalls Dominikaner wurde. Nach seinem Eintritt in den Dominikanerorden studierte Heinrich in Paris, wo er seine ersten Marienerscheinungen hatte. Am 19. Januar 1293 urkundete er als Prior des Löwener Dominikanerkonvents. Möglicherweise übte er dieses Amt bereits 1285 aus. Er lehrte im Dominikanerkloster Wimpfen und reiste laut der Wundergeschichten, die über ihn berichtet wurden, auch nach Bonn, Mainz, Neuss und Trier. 1297 ist er als Leiter des Kölner Generalstudiums bezeugt. Im Dezember 1302 war er wohl nicht mehr in Köln. Der Herausgeber der Miracula Heinrichs entnahm dem Jahrzeitbuch des Löwener Dominikanerklosters den Todestag 18. Oktober (der Tag des Evangelisten Lukas), das Todesjahr ist nicht überliefert. Jacques Quétif und Jacques Échard nannten Anfang des 18. Jahrhunderts ohne Quellenangabe das Todesjahr 1340. Ausgehend vom Bericht der Miracula, Heinrich habe in Köln ein halbes Jahr vor seinem Tod eine Vision gehabt, dass er in Löwen sterben werde, vermuten neuere Forscher, dass er 1302 oder 1303 gestorben sei, entweder, wie in der Vision angekündigt, in Löwen, oder, wie spätere Schriftsteller vermelden, in Köln.

### Visionen und Seelsorgetätigkeit
Nach der ersten Marienerscheinung während seines Studiums, einer Audition, hatte Heinrich, den Miracula zufolge, regelmäßig Visionen, in denen er zum Fegefeuer reiste, um Seelen zu retten. Die Miracula berichten, Maria habe Heinrich oft in Phasen der Krankheit oder Schwäche unterstützt und Vorlesungen und Predigten in seiner Gestalt gehalten. Seine überlieferte Marienpredigt (in der älteren Forschung auch Kölner Predigt) gibt in der Präambel vor, auf ein solches Ereignis zurückzugehen. Eine Marienerscheinung war es laut den Miracula auch, die den widerstrebenden Heinrich überzeugte, als Seelsorger für Beginen zu arbeiten. Neben ungenannten Jungfrauen und der einmal genannten Begine Sophia wird in den Miracula häufig die aus Mechelen stammende und in Köln lebende Begine Petrissa erwähnt. Sie wird dort als geistliche Tochter Heinrichs bezeichnet. Zahlreiche Berichte über Heinrichs oder ihre eigenen Visionen in den Miracula scheinen auf sie zurückzugehen.
Wybren Scheepsma vermutete, Heinrichs geistliche Tochter könnte mit einer Kölner Begine namens Petrissa identifiziert werden, von der Visionen, unter anderem von einer Jenseitsreise, überliefert sind. Ihr Beichtvater Heinrich von den heiligen Jungfrauen sei dann möglicherweise mit Heinrich von Löwen zu identifizieren. Anknüpfend an Überlegungen von Freimut Löser sei auch eine in einer heute verlorenen Handschrift überlieferte Predigt eines Heinrich von den heiligen Jungfrauen vielleicht Heinrich von Löwen zuzuweisen. Im Kölner Kontext verweist allerdings eine Erwähnung der heiligen Jungfrauen recht eindeutig auf St. Ursula und Heinrich von den heiligen Jungfrauen wird traditionell mit einem dort tätigen Kleriker identifiziert. Sicher zuzuschreiben ist ihm hingegen ein anderer, vor allem durch den Druck unter Tauler-Predigten weit verbreiteter Text. In diesem als Brief an ein Beichtkind bekanntgewordenen Text erläuterte Heinrich sechs Punkte für ein gottgefälliges Leben, drei äußere und drei innere. Inhaltlich eng verwandt damit sind zwei mittelniederländische Texte, die in einer in London aufbewahrten Handschrift dem ansonsten unbekannten Heinrich von Haarlem zugeschrieben wurden.

## Nachleben
Die Miracula berichten von Heilungswundern am Grab Heinrichs und dass er nach seinem Tod ihm nahestehenden Personen erschienen sei, allein sechsmal der Begine Petrissa. Eine solche Vision verortete Heinrich neben Thomas von Aquin im achten Chor der Engel, was die Entstehungszeit der Miracula auf die Zeit nach der Heiligsprechung des Thomas von Aquin 1323, aber wohl noch zu Lebzeiten von Heinrichs Zeitgenossen datiert. Zumindest lokal oder regional scheint Heinrich Heiligenverehrung genossen zu haben, doch die Bollandisten attestierten ihm keine ausreichende Verehrung, um in ihre Acta Sanctorum aufgenommen zu werden. Ein Eintrag zu ihm findet sich im Sagro diario domenicano des Domenico Maria Marchese.

## Überlieferung der Werke

### Marienpredigt
- Basel, Universitätsbibliothek, A IV 44, fol. 56r–58v[23]
- Berlin, Staatsbibliothek, Ms. germ. qu. 191, fol. 153v–154v[24]
- Heidelberg, Universitätsbibliothek, Cpg 537, fol. 134v–136r (Digitalisat)[25]
- Koblenz, Landeshauptarchiv, Best. 701 Nr. 149 (früher Hs. 43), fol. 39r–40v[26]
- Köln, Historisches Archiv der Stadt, Best. 7004 (GB 4°) 32, fol. 20r–21r (Findbuch mit Digitalisaten)[27]
- Leipzig, Universitätsbibliothek, Ms 1659, fol. 95r–96r[28]
- Mainz, Martinus-Bibliothek, Hs. 43, fol. 62r–64r[29]
  - Druck: Ferdinand Wilhelm Emil Roth: Mittheilungen aus mittelhochdeutschen Handschriften und alten Drucken. In: Germania 37 (1892), S. 191–202, hier S. 198–200 (Textarchiv – Internet Archive).
- München, BSB, Cgm 373, fol. 87v–89r[30]
  - Druck: Stephanus Gerard Axters: De zalige Hendrik van Leuven, O. P., als geestelijk auteur. In: Ons geestelijk erf 21 (1947), S. 225–256, hier S. 251–254 (mit Varianten aus sieben anderen Handschriften).
- München, BSB, Cgm 627, fol. 238vb–239va (Digitalisat)[31]
- München, BSB, Cgm 628, fol. 83ra–va[32]
- St. Florian, Bibliothek des Augustiner Chorherrenstifts, Cod. XI 123, fol. 68r–69r[33]
- Stuttgart, Württembergische Landesbibliothek, Cod. brev. 88, fol. 41r–42r (Digitalisat)[34]
  - Druck: Franz Pfeiffer: Sprüche deutscher Mystiker. In: Germania 3 (1858), S. 225–243, hier S. 242–243 (Textarchiv – Internet Archive).
- Stuttgart, Württembergische Landesbibliothek, Cod. theol. et phil. 2° 283, fol. 272rb–vb[35]
- Trier, Stadtbibliothek, Hs. 303/1976 8°, fol. 99r–100r[36]
- Wien, Schottenkloster, Cod. 308 (Hübl 234), fol. 171r–172v[37]
- Wien, ÖNB, Cod. 2739, fol. 169va–170rb (Digitalisat)[38]
- Wiesbaden, Hauptstaatsarchiv, Abt. 3004 Nr. B 10, fol. 146b–d[39]
  - Druck: Stephanus Gerard Axters: De zalige Hendrik van Leuven, O. P., als geestelijk auteur. In: Ons geestelijk erf 21 (1947), S. 225–256, hier S. 254–255; Hans Kienhorst und Cornelis Schepers (Hrsg.): Het Wiesbadense handschrift. Hs. Wiesbaden, Hessisches Hauptstaatsarchiv, 3004 B 10. Hilversum 2010, ISBN 978-90-8704-126-7 (Middeleeuwse verzamelhandschriften uit de Nederlanden 11), S. 616f. (Digitalisat).
- Wolfenbüttel, Herzog August Bibliothek, Cod. 17.12 Aug. 4°, fol. 92v–93v[40]
- Zürich, Zentralbibliothek, Ms. C 127, S. 242–245[41]

### Brief an ein Beichtkindund verwandte Texte
- Berlin, Staatsbibliothek, Ms. germ. fol. 823, fol. 67r[42]
- Hildesheim, Dombibliothek, Hs 724b, 123rv[43]
  - Druck: Stephanus Gerard Axters: De zalige Hendrik van Leuven, O. P., als geestelijk auteur. In: Ons geestelijk erf 21 (1947), S. 225–256, hier S. 248–249.
- Utrecht, Museum Catharijneconvent, RMCC h1, fol. 84va–85ra[44]
- Joannis Tauleri des heiligẽ lerers Predig fast fruchtbar zů eim recht christlichen leben. Basel 1521, fol. CCCXVIIv–CCCXVIIIr (Digitalisat), auch in der vielfach berichtigten Auflage von 1522, fol. CCCXVIIv–CCCXVIIIr (Digitalisat).
  - Lateinische Übersetzung: Johannes Tauler: Sermones de festis et solennitatibus sanctorum cum epistolis aliquot. Lyon 1557, S. 436–437 (Digitalisat).
- Petrus Canisius (Hrsg.): Des erleuchten D.Johannis Tauleri von eym waren Euangelischen leben Goetliche Predig Leren Epistolen Cantilenen Prophetien [...]. Köln 1543, fol. CCCXXXIrv (Digitalisat).
  - Lateinische Übersetzung: Laurentius Surius (Bearb.): D. Ioannis Thavleri Praeclarissimi Viri, Svblimisqve Theologi, Tam De Tempore Qvam de Sanctis Conciones plane pijssimae, caeteraque (quae quidem in nostra peruenere manus) opera omnia diu à doctis vehementer desiderata. Köln 1548, S. xciiii–xcv (Digitalisat).
- Rotterdam, Gemeentebibliotheek, 96 E 16, fol. 104r-107v[45]
- Brüssel, KBR, II 2779, fol. 194rv[46]
- Amsterdam, Universitätsbibliothek, I G 25, fol. 175r-179r[47]
  - Teildruck: Dirk de Man: Uit twee middelnederlandsche handschriften. In: Archief voor de geschiedenis van het Aartsbisdom Utrecht 61 (1937), S. 559–569 hier S. 567–569 (Digitalisat).
- Brüssel, KBR, II 461, fol. 153r-155v[48]
- Den Haag, Koninklijke Bibliotheek, 128 G 18, fol. 256r-259v[49]
- London, British Library, Egerton 676, fol. 300r-302r[50]
- Utrecht, Universitätsbibliothek, Cat. 1035, fol. 15r-19r[51]

### Geistliche Sprüche
- Basel, UB, B IX 15, fol. 268va[52]
  - Druck: Wilhelm Wackernagel: Altdeutsches Lesebuch. Basel 21839 (Deutsches Lesebuch 1), Sp. 890 Nr. V (Digitalisat); Stephanus Gerard Axters: De zalige Hendrik van Leuven, O. P., als geestelijk auteur. In: Ons geestelijk erf 21 (1947), S. 225–256, hier S. 256.
- Basel, UB, O I 19, fol. 45ra[53]
- Brüssel, KBR, 14688, fol. 118v[54]
  - Druck: Robert Priebsch: Aus deutschen Handschriften der königlichen Bibliothek zu Brüssel. In: Zeitschrift für deutsche Philologie 36 (1904), S. 58–86, hier S. 73 Nr. 8 (Textarchiv – Internet Archive).

### Exzerpte
- Gent, Universitätsbibliothek, 1353, fol. 91rv[55]
  - Druck: Stephanus Gerard Axters: De zalige Hendrik van Leuven, O. P., als geestelijk auteur. In: Ons geestelijk erf 21 (1947), S. 225–256, hier S. 256.

## Miracula fratris Henrici de Calstris ordinis fratrum predicatorum
- Brüssel, KBR, II 2313, 197r–203r
- Brüssel, KBR, 8913–14, 91r–100v
- Wien, ÖNB, Cod. Ser. n. 12707, 285v–289v (Digitalisat)[56]
  - unvollständiger Druck: François-Hyacinthe Choquet: Sancti Belgi Ordinis Praedicatorum. Douai 1618, S. 78–87 (Digitalisat).
    - niederländische Übersetzung: Leonardus Janssenboy: De heylighen ende salighe in Nederlandt van het Oorden der Predick-heeren. Antwerpen 1644, S. 88–104 (Digitalisat in der Google-Buchsuche).